# 胡拉利尼亞
胡拉利尼亞（羅馬化：Huralnia）是烏克蘭西部利沃夫州利沃夫区佩雷梅什利亚尼市镇内的村庄。始建於1418年，面積0.16平方公里，海拔高度318米，2001年人口299，人口密度每平方公里1,868.75人。